# Liga de Honra de 2000–01
A edição de 2000-2001 da Liga de Honra foi a décima primeira edição deste escalão do futebol português.
Foi disputada por 18 clubes: 3 despromovidos da Primeira Liga, 3 promovidos da II Divisão, e os restantes que tinham permanecido.
O vencedor foi o Santa Clara. Acompanharam na subida à Primeira Divisão o Varzim e o Vitória de Setúbal, que ficaram em segundo e terceiro lugares respectivamente.
Imortal, Marco e Freamunde foram despromovidos para a II Divisão.

## Equipas
Equipas a disputar a edição em relação à edição anterior:
| Despromovidas da Primeira Liga - Rio Ave - Santa Clara - Vitória de Setúbal | Mantidos - Académica de Coimbra - Desportivo de Chaves - Felgueiras - Freamunde - Imortal - Leça - Maia - Naval - Penafiel - Sporting de Espinho - U. Lamas - Varzim | Promovidos à 2ª Divisão de Honra - Nacional - Ovarense - Marco |

## Tabela classificativa
|     | Equipa               | Pts | J  | V  | E  | D  | GM | GS | +/- | Comments                                  |
| --- | -------------------- | --- | -- | -- | -- | -- | -- | -- | --- | ----------------------------------------- |
| 1.  | Santa Clara          | 67  | 34 | 20 | 7  | 7  | 60 | 37 | +23 | Promovidos à Primeira Divisão             |
| 2.  | Varzim               | 64  | 34 | 19 | 7  | 8  | 53 | 34 | +19 | Promovidos à Primeira Divisão             |
| 3.  | Vitória de Setúbal   | 64  | 34 | 19 | 7  | 8  | 64 | 41 | +23 | Promovidos à Primeira Divisão             |
| 4.  | Maia                 | 62  | 34 | 18 | 8  | 8  | 58 | 41 | +17 |                                           |
| 5.  | Rio Ave              | 60* | 34 | 17 | 9  | 8  | 68 | 35 | +23 |                                           |
| 6.  | Penafiel             | 58  | 34 | 17 | 7  | 10 | 45 | 31 | +14 |                                           |
| 7.  | Nacional da Madeira  | 51  | 34 | 14 | 9  | 11 | 55 | 52 | +3  |                                           |
| 8.  | Académica de Coimbra | 48  | 34 | 14 | 6  | 14 | 51 | 48 | +3  |                                           |
| 9.  | Naval                | 48  | 34 | 14 | 6  | 14 | 49 | 45 | +4  |                                           |
| 10. | U. Lamas             | 41  | 34 | 11 | 8  | 15 | 43 | 56 | -13 |                                           |
| 11. | Ovarense             | 41  | 34 | 12 | 5  | 17 | 42 | 53 | -11 |                                           |
| 12. | Chaves               | 41  | 34 | 9  | 14 | 11 | 48 | 44 | +4  |                                           |
| 13. | Leça                 | 39  | 34 | 11 | 6  | 17 | 34 | 57 | -23 |                                           |
| 14. | Sp. Espinho          | 38  | 34 | 9  | 11 | 14 | 39 | 41 | -2  |                                           |
| 15. | Marco                | 36* | 34 | 10 | 6  | 18 | 40 | 64 | -27 | Despromoção administrativa                |
| 16. | Felgueiras           | 34  | 34 | 8  | 10 | 16 | 40 | 50 | -10 | Manteve-se pelo castigo aplicado ao Marco |
| 17. | Imortal              | 33  | 34 | 7  | 12 | 15 | 33 | 44 | -11 | Despromoção para a II Divisão             |
| 18. | Freamunde            | 23  | 34 | 06 | 5  | 23 | 28 | 64 | -36 | Despromoção para a II Divisão             |

Nota 1: cada vitória valia 3 pontos
Nota 2: quando dois ou mais clubes têm os mesmos pontos, a classificação é determinada pelos resultados dos jogos entre eles.
*:Na última jornada o jogo entre o Marco e o Rio Ave, foi 1-0 originalmente, mais tarde foi decidido 0-2 contra o Marco, pois soube-se que atrasou o jogo em trinta minutos, de forma a saber o resultados dos jogos que decorriam à mesma hora, para poder saber o resultado que precisava fazer para se manter neste escalão de futebol. Enquanto decorreu o processo, Felgueiras e Marco ficaram sem jogar até Novembro de 2001.

## Melhor marcador
Idebrando Dalsoto, mais conhecido como Brandão futebolista brasileiro foi o melhor marcador da época, tendo marcado 24 golos pelo Santa Clara.

## Treinadores
Alguns dos treinadores das equipas no decorrer da época:
| Equipa               | Treinador                   |
| -------------------- | --------------------------- |
| Académica de Coimbra | Carlos Garcia // João Alves |
| Felgueiras           | Eduardo Mendes (Dito)       |
| Imortal              | Paco Fortes                 |
| Marco                | Bruno Cardoso               |
| Nacional da Madeira  | José Peseiro                |
| Naval                | Eduardo Mendes (Dito)       |
| Ovarense             | Bruno Cardoso               |
| Penafiel             | Ricardo Formosinho          |
| Santa Clara          | Carlos Manuel               |
| Vitória de Setúbal   | Rui Águas // Jorge Jesus    |